# Groupe de MCG -2-30-14
Le groupe de MCG -2-30-14 comprend au moins cinq galaxies situées dans la constellation de la Coupe. La distance moyenne entre ce groupe et la Voie lactée est d'environ 30,7 Mpc (∼100 millions d'al). 

## Membres
Le tableau ci-dessous liste les cinq galaxies du groupe indiquées dans l'article de A.M. Garcia paru en 1993.
| Nom          | Class.        | Type                  | α (J2000.0)   | δ (J2000.0)  | Vitesse radiale (km/s) | m            | Distance (Mpc) | Diamètre (kal) |
| ------------ | ------------- | --------------------- | ------------- | ------------ | ---------------------- | ------------ | -------------- | -------------- |
| NGC 3732     | SAB0/a?(s)    | Lenticulaire          | 11h 34m 13.9s | -09° 50′ 44″ | 1692 ± 5               | 12,5         | 30,4 ± 2,2     | 31             |
| NGC 3779     | SB(s)d pec    | Spirale barrée        | 11h 38m 51.0s | -10° 35′ 01″ | 1687 ± 7               | 13,8         | 30,3 ± 2,2     | 50             |
| NGC 3892     | SB(rs)0+      | Lenticulaire          | 11h 48m 01.0s | -10° 57′ 43″ | 1748 ± 4               | 11,5         | 31,2 ± 2,2     | 76             |
| MCG -2-30-14 | (R')SAB(rs)cd | Spirale intermédiaire | 11h 40m 34.6s | -10° 05′ 09″ | 1739 ± 3               | 13,0         | 31,1 ± 2,2     | 70             |
| MCG -2-30-27 | SAB(s)d       | Spirale intermédiaire | 11h 45m 26.2s | -10° 06′ 10″ | 1705 ± 2               | 12,66 ± 0,08 | 30,6 ± 2,2     | 62             |

Le site DeepskyLog permet de trouver aisément les constellations des galaxies mentionnées dans ce tableau ou si elles ne s'y trouvent pas, l'outil du site constellation permet de le faire à l'aide des coordonnées de la galaxie. Sauf indication contraire, les données proviennent du site NASA/IPAC. 